# Kvalspelet till Europamästerskapet i fotboll 1972 (grupp 1)
Kvalspelet till Europamästerskapet i fotboll 1972 (grupp 1) spelades mellan den 7 oktober 1970 och 24 november 1971

## Tabell
| Nr | Lag ( )         | S | V | O | F | GM | IM | MS  | P |
| -- | --------------- | - | - | - | - | -- | -- | --- | - |
| 1  | Rumänien        | 6 | 4 | 1 | 1 | 11 | 2  | +9  | 9 |
| 2  | Tjeckoslovakien | 6 | 4 | 1 | 1 | 11 | 4  | +7  | 9 |
| 3  | Wales           | 6 | 2 | 1 | 3 | 5  | 6  | −1  | 5 |
| 4  | Finland         | 6 | 0 | 1 | 5 | 1  | 16 | −15 | 1 |

## Matcher
|             | 7 oktober 1970 | Tjeckoslovakien    | 1 – 1           | Finland               | Stadion Letná | |
| 18:00 UTC+1 | 18:00 UTC+1    | Milan Albrecht 30′ | (1 – 1) Rapport | 41′ Matti Paatelainen | Prag Publik: 12 000<refname="Rsssf">{{Webbref\|url=http://www.rsssf.com/tables/72e-fulldet.html%7Ctitel=EuropeanChampionship1 972(Details)\|hämtdatum=9juli2 017\|utgivare=Rsssf}}</ref> Domare: William Augustine O'neill (Irland) | Prag Publik: 12 000<refname="Rsssf">{{Webbref\|url=http://www.rsssf.com/tables/72e-fulldet.html%7Ctitel=EuropeanChampionship1 972(Details)\|hämtdatum=9juli2 017\|utgivare=Rsssf}}</ref> Domare: William Augustine O'neill (Irland) |
| 18:00 UTC+1 | 18:00 UTC+1    |                    |                 |                       | Prag Publik: 12 000<refname="Rsssf">{{Webbref\|url=http://www.rsssf.com/tables/72e-fulldet.html%7Ctitel=EuropeanChampionship1 972(Details)\|hämtdatum=9juli2 017\|utgivare=Rsssf}}</ref> Domare: William Augustine O'neill (Irland) | Prag Publik: 12 000<refname="Rsssf">{{Webbref\|url=http://www.rsssf.com/tables/72e-fulldet.html%7Ctitel=EuropeanChampionship1 972(Details)\|hämtdatum=9juli2 017\|utgivare=Rsssf}}</ref> Domare: William Augustine O'neill (Irland) |
| 18:00 UTC+1 | 18:00 UTC+1    |                    |                 |                       | Prag Publik: 12 000<refname="Rsssf">{{Webbref\|url=http://www.rsssf.com/tables/72e-fulldet.html%7Ctitel=EuropeanChampionship1 972(Details)\|hämtdatum=9juli2 017\|utgivare=Rsssf}}</ref> Domare: William Augustine O'neill (Irland) | Prag Publik: 12 000<refname="Rsssf">{{Webbref\|url=http://www.rsssf.com/tables/72e-fulldet.html%7Ctitel=EuropeanChampionship1 972(Details)\|hämtdatum=9juli2 017\|utgivare=Rsssf}}</ref> Domare: William Augustine O'neill (Irland) |

|             | 11 oktober 1970 | Rumänien                                       | 3 – 0           | Finland | Stadionul Național                                                                  |                                                                                     |
| 15:30 UTC+2 | 15:30 UTC+2     | Florea Dumitrache 28′, 42′ Radu Nunweiller 77′ | (2 – 0) Rapport |         | Budapest Publik: 50 000<refname="Rsssf"/> Domare: Léonidas Vamvakopoulos (Grekland) | Budapest Publik: 50 000<refname="Rsssf"/> Domare: Léonidas Vamvakopoulos (Grekland) |
| 15:30 UTC+2 | 15:30 UTC+2     |                                                |                 |         | Budapest Publik: 50 000<refname="Rsssf"/> Domare: Léonidas Vamvakopoulos (Grekland) | Budapest Publik: 50 000<refname="Rsssf"/> Domare: Léonidas Vamvakopoulos (Grekland) |
| 15:30 UTC+2 | 15:30 UTC+2     |                                                |                 |         | Budapest Publik: 50 000<refname="Rsssf"/> Domare: Léonidas Vamvakopoulos (Grekland) | Budapest Publik: 50 000<refname="Rsssf"/> Domare: Léonidas Vamvakopoulos (Grekland) |

|  | 11 november 1970 | Wales | 0 – 0           | Rumänien | Ninian Park                                                                      |                                                                                  |
|  |                  |       | (0 – 0) Rapport |          | Cardiff Publik: 50 000<refname="Rsssf"/> Domare: Arie van Gemert (Nederländerna) | Cardiff Publik: 50 000<refname="Rsssf"/> Domare: Arie van Gemert (Nederländerna) |
|  |                  |       |                 |          | Cardiff Publik: 50 000<refname="Rsssf"/> Domare: Arie van Gemert (Nederländerna) | Cardiff Publik: 50 000<refname="Rsssf"/> Domare: Arie van Gemert (Nederländerna) |
|  |                  |       |                 |          | Cardiff Publik: 50 000<refname="Rsssf"/> Domare: Arie van Gemert (Nederländerna) | Cardiff Publik: 50 000<refname="Rsssf"/> Domare: Arie van Gemert (Nederländerna) |

|             | 21 april 1971 | Wales                 | 1 – 3           | Tjeckoslovakien                             | Vetch Field                                                                    |                                                                                |
| 19:30 UTC±0 | 19:30 UTC±0   | Ron Davies 49′ (str.) | (0 – 0) Rapport | 80′, 83′ Ján Čapkovič 81′ Vladimír Táborský | Swansea Publik: 20 000<refname="Rsssf"/> Domare: Johan Einar Boström (Sverige) | Swansea Publik: 20 000<refname="Rsssf"/> Domare: Johan Einar Boström (Sverige) |
| 19:30 UTC±0 | 19:30 UTC±0   |                       |                 |                                             | Swansea Publik: 20 000<refname="Rsssf"/> Domare: Johan Einar Boström (Sverige) | Swansea Publik: 20 000<refname="Rsssf"/> Domare: Johan Einar Boström (Sverige) |
| 19:30 UTC±0 | 19:30 UTC±0   |                       |                 |                                             | Swansea Publik: 20 000<refname="Rsssf"/> Domare: Johan Einar Boström (Sverige) | Swansea Publik: 20 000<refname="Rsssf"/> Domare: Johan Einar Boström (Sverige) |

|             | 16 maj 1971 | Tjeckoslovakien      | 1 – 0           | Rumänien | Tehelné Pole                                                                         |                                                                                      |
| 17:00 UTC+1 | 17:00 UTC+1 | František Veselý 88′ | (0 – 0) Rapport |          | Bratislava Publik: 60 000<refname="Rsssf"/> Domare: Santos Fernando Leite (Portugal) | Bratislava Publik: 60 000<refname="Rsssf"/> Domare: Santos Fernando Leite (Portugal) |
| 17:00 UTC+1 | 17:00 UTC+1 |                      |                 |          | Bratislava Publik: 60 000<refname="Rsssf"/> Domare: Santos Fernando Leite (Portugal) | Bratislava Publik: 60 000<refname="Rsssf"/> Domare: Santos Fernando Leite (Portugal) |
| 17:00 UTC+1 | 17:00 UTC+1 |                      |                 |          | Bratislava Publik: 60 000<refname="Rsssf"/> Domare: Santos Fernando Leite (Portugal) | Bratislava Publik: 60 000<refname="Rsssf"/> Domare: Santos Fernando Leite (Portugal) |

|             | 26 maj 1971 | Finland | 0 – 1           | Wales            | Olympiastadion                                                                  |                                                                                 |
| 19:00 UTC+2 | 19:00 UTC+2 |         | (0 – 0) Rapport | 54′ John Toshack | Helsingfors Publik: 5 410<refname="Rsssf"/> Domare: Günter Männig (Östtyskland) | Helsingfors Publik: 5 410<refname="Rsssf"/> Domare: Günter Männig (Östtyskland) |
| 19:00 UTC+2 | 19:00 UTC+2 |         |                 |                  | Helsingfors Publik: 5 410<refname="Rsssf"/> Domare: Günter Männig (Östtyskland) | Helsingfors Publik: 5 410<refname="Rsssf"/> Domare: Günter Männig (Östtyskland) |
| 19:00 UTC+2 | 19:00 UTC+2 |         |                 |                  | Helsingfors Publik: 5 410<refname="Rsssf"/> Domare: Günter Männig (Östtyskland) | Helsingfors Publik: 5 410<refname="Rsssf"/> Domare: Günter Männig (Östtyskland) |

|             | 16 juni 1971 | Finland | 0 – 4           | Tjeckoslovakien                                               | Olympiastadion                                                              |                                                                             |
| 19:00 UTC+2 | 19:00 UTC+2  |         | (0 – 2) Rapport | 10′ Ján Čapkovič 16′ Jaroslav Pollák 83′, 89′ František Karkó | Helsingfors Publik: 4 658<refname="Rsssf"/> Domare: Marian Środecki (Polen) | Helsingfors Publik: 4 658<refname="Rsssf"/> Domare: Marian Środecki (Polen) |
| 19:00 UTC+2 | 19:00 UTC+2  |         |                 |                                                               | Helsingfors Publik: 4 658<refname="Rsssf"/> Domare: Marian Środecki (Polen) | Helsingfors Publik: 4 658<refname="Rsssf"/> Domare: Marian Środecki (Polen) |
| 19:00 UTC+2 | 19:00 UTC+2  |         |                 |                                                               | Helsingfors Publik: 4 658<refname="Rsssf"/> Domare: Marian Środecki (Polen) | Helsingfors Publik: 4 658<refname="Rsssf"/> Domare: Marian Środecki (Polen) |

|             | 22 september 1971 | Finland | 0 – 4           | Rumänien                                                                                    | Olympiastadion                                                            |                                                                           |
| 18:30 UTC+2 | 18:30 UTC+2       |         | (0 – 1) Rapport | 25′ Anghel Iordănescu 37′ Nicolae Lupescu 55′ Emerich Dembrovschi 64′ (str.) Mircea Lucescu | Helsingfors Publik: 2 084<refname="Rsssf"/> Domare: Pius Kamber (Schweiz) | Helsingfors Publik: 2 084<refname="Rsssf"/> Domare: Pius Kamber (Schweiz) |
| 18:30 UTC+2 | 18:30 UTC+2       |         |                 |                                                                                             | Helsingfors Publik: 2 084<refname="Rsssf"/> Domare: Pius Kamber (Schweiz) | Helsingfors Publik: 2 084<refname="Rsssf"/> Domare: Pius Kamber (Schweiz) |
| 18:30 UTC+2 | 18:30 UTC+2       |         |                 |                                                                                             | Helsingfors Publik: 2 084<refname="Rsssf"/> Domare: Pius Kamber (Schweiz) | Helsingfors Publik: 2 084<refname="Rsssf"/> Domare: Pius Kamber (Schweiz) |

|             | 13 oktober 1971 | Wales                                          | 3 – 0           | Finland | Vetch Field                                                                       |                                                                                   |
| 19:30 UTC±0 | 19:30 UTC±0     | Alan Durban 10′ John Toshack 53′ Gil Reece 89′ | (1 – 0) Rapport |         | Swansea Publik: 10 301<refname="Rsssf"/> Domare: Kaj Bernhard Rasmussen (Danmark) | Swansea Publik: 10 301<refname="Rsssf"/> Domare: Kaj Bernhard Rasmussen (Danmark) |
| 19:30 UTC±0 | 19:30 UTC±0     |                                                |                 |         | Swansea Publik: 10 301<refname="Rsssf"/> Domare: Kaj Bernhard Rasmussen (Danmark) | Swansea Publik: 10 301<refname="Rsssf"/> Domare: Kaj Bernhard Rasmussen (Danmark) |
| 19:30 UTC±0 | 19:30 UTC±0     |                                                |                 |         | Swansea Publik: 10 301<refname="Rsssf"/> Domare: Kaj Bernhard Rasmussen (Danmark) | Swansea Publik: 10 301<refname="Rsssf"/> Domare: Kaj Bernhard Rasmussen (Danmark) |

|             | 27 oktober 1971 | Tjeckoslovakien   | 1 – 0           | Wales | Stadion Letná                                                                   |                                                                                 |
| 18:00 UTC+1 | 18:00 UTC+1     | Ladislav Kuna 60′ | (0 – 0) Rapport |       | Prag Publik: 32 000<refname="Rsssf"/> Domare: Iglesias Mariano Medina (Spanien) | Prag Publik: 32 000<refname="Rsssf"/> Domare: Iglesias Mariano Medina (Spanien) |
| 18:00 UTC+1 | 18:00 UTC+1     |                   |                 |       | Prag Publik: 32 000<refname="Rsssf"/> Domare: Iglesias Mariano Medina (Spanien) | Prag Publik: 32 000<refname="Rsssf"/> Domare: Iglesias Mariano Medina (Spanien) |
| 18:00 UTC+1 | 18:00 UTC+1     |                   |                 |       | Prag Publik: 32 000<refname="Rsssf"/> Domare: Iglesias Mariano Medina (Spanien) | Prag Publik: 32 000<refname="Rsssf"/> Domare: Iglesias Mariano Medina (Spanien) |

|             | 14 november 1971 | Rumänien                                   | 2 – 1           | Tjeckoslovakien  | Stadionul Național                                                                 |                                                                                    |
| 14:00 UTC+2 | 14:00 UTC+2      | Emerich Dembrovschi 26′ Nicolae Dobrin 52′ | (1 – 0) Rapport | 50′ Ján Čapkovič | Budapest Publik: 70 000<refname="Rsssf"/> Domare: Milivoje Gugulovic (Jugoslavien) | Budapest Publik: 70 000<refname="Rsssf"/> Domare: Milivoje Gugulovic (Jugoslavien) |
| 14:00 UTC+2 | 14:00 UTC+2      |                                            |                 |                  | Budapest Publik: 70 000<refname="Rsssf"/> Domare: Milivoje Gugulovic (Jugoslavien) | Budapest Publik: 70 000<refname="Rsssf"/> Domare: Milivoje Gugulovic (Jugoslavien) |
| 14:00 UTC+2 | 14:00 UTC+2      |                                            |                 |                  | Budapest Publik: 70 000<refname="Rsssf"/> Domare: Milivoje Gugulovic (Jugoslavien) | Budapest Publik: 70 000<refname="Rsssf"/> Domare: Milivoje Gugulovic (Jugoslavien) |

|             | 24 november 1971 | Rumänien                              | 2 – 0           | Wales | Stadionul Național                                                          |                                                                             |
| 14:00 UTC+2 | 14:00 UTC+2      | Nicolae Lupescu 9′ Mircea Lucescu 74′ | (1 – 0) Rapport |       | Budapest Publik: 50 000<refname="Rsssf"/> Domare: Alfred Delcourt (Belgien) | Budapest Publik: 50 000<refname="Rsssf"/> Domare: Alfred Delcourt (Belgien) |
| 14:00 UTC+2 | 14:00 UTC+2      |                                       |                 |       | Budapest Publik: 50 000<refname="Rsssf"/> Domare: Alfred Delcourt (Belgien) | Budapest Publik: 50 000<refname="Rsssf"/> Domare: Alfred Delcourt (Belgien) |
| 14:00 UTC+2 | 14:00 UTC+2      |                                       |                 |       | Budapest Publik: 50 000<refname="Rsssf"/> Domare: Alfred Delcourt (Belgien) | Budapest Publik: 50 000<refname="Rsssf"/> Domare: Alfred Delcourt (Belgien) |